# Bassozetus galatheae
Bassozetus galatheae är en fiskart som beskrevs av Nielsen och Merrett 2000. Bassozetus galatheae ingår i släktet Bassozetus och familjen Ophidiidae. Inga underarter finns listade.